# Cosmos (groupe letton)
 (avril 2019).
Si vous disposez d'ouvrages ou d'articles de référence ou si vous connaissez des sites web de qualité traitant du thème abordé ici, merci de compléter l'article en donnant les références utiles à sa vérifiabilité et en les liant à la section « Notes et références ».
Pour les articles homonymes, voir Cosmos.
Cosmos est un groupe formé en 2002 composé de Jānis Šipkēvics, Andris Sējāns, Juris Lisenko, Jānis Ozols, Jānis Strazdiņš et de Reinis Sējāns. Ils chantent a cappella.
Ils ont représenté la Lettonie au Concours Eurovision de la chanson 2006 et se sont classés 16e sur 24 participants avec la chanson I hear your heart.